# Capasa sulphurescens
Capasa sulphurescens är en fjärilsart som beskrevs av Moore 1887. Capasa sulphurescens ingår i släktet Capasa och familjen mätare. Inga underarter finns listade i Catalogue of Life.